# 皮爾加查烏帕齊拉
皮爾加查乌帕齐拉是孟加拉国朗布爾縣的一个乌帕齐拉，位於朗布爾专区的朗布爾縣。。

## 人口
據1991年孟加拉國人口普查，皮爾加查共有戶數52,432戶，人口256573人。其中男性佔比50.59%，女性佔比49.41%；成年人口125,484人。該地7歲以上人口之平均識字率為21.5%。